# 京都大学西部講堂

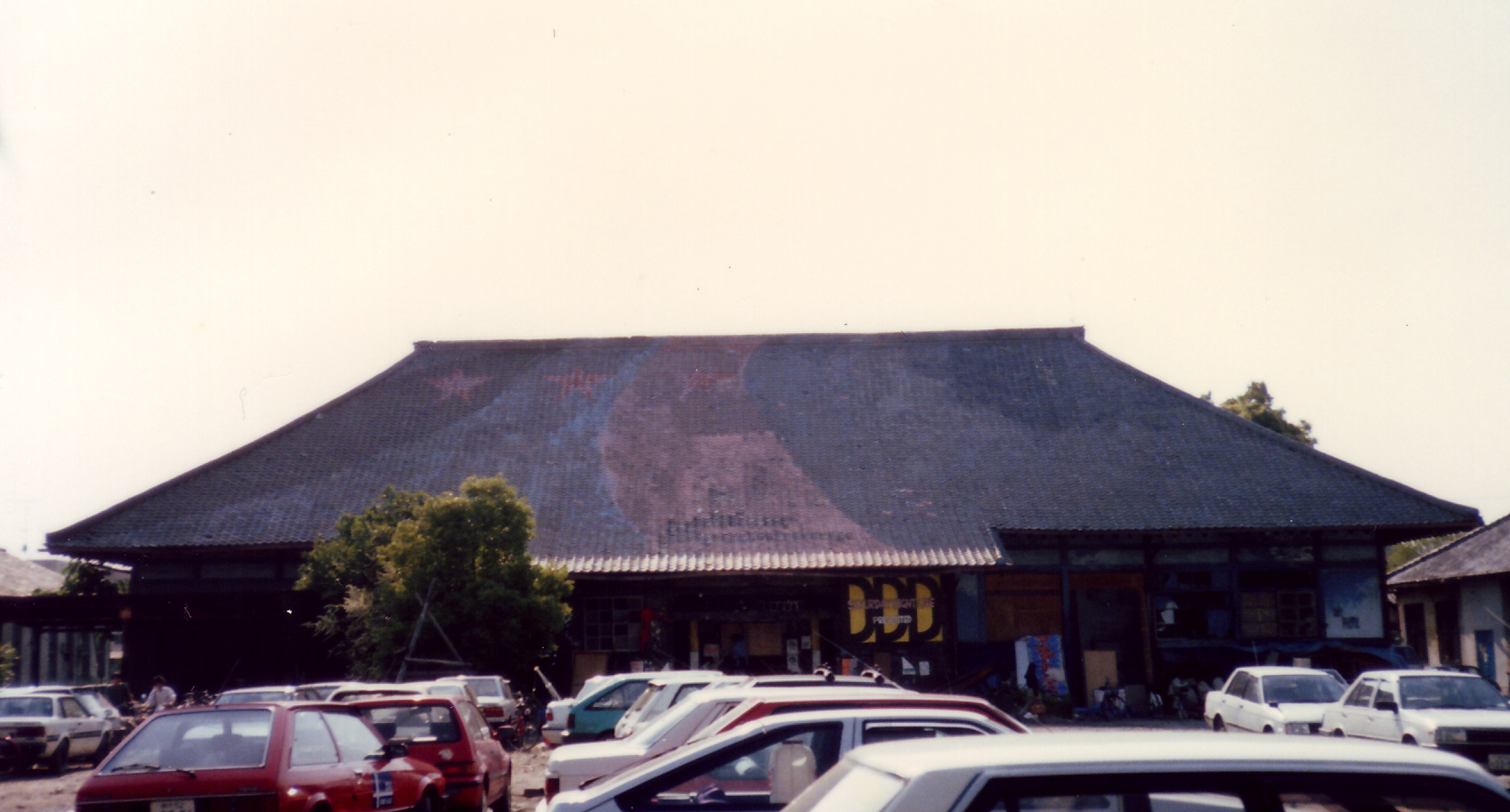
西部講堂（1991年5月）

西部講堂（せいぶこうどう）は、京都大学吉田キャンパス西部構内にある厚生施設の一つ。京都大学所属のサークルのBOX（部室）等があるほか、音楽コンサートをはじめとした各種イベントが不定期に開催されている。

## 沿革
- 1937年 - 皇太子明仁親王の生誕を祝して京都帝国大学に建築された。
- 1963年 - 現在地に移築。

## ロック黎明期の西部講堂
1969年、京大全共闘の実質的な指導部の一人であった高瀬泰司（元京都府学連委員長）が、同年、京大教養部で「バリ祭」「反大学」を演出し、時計台の陥落・百万遍カルチェ・今出川解放区の壊滅（9月）のあと、残された拠点である西部講堂で活動を開始したのが、ロックと西部講堂の出会いの始まりだった。西部講堂に関わっていたのは京大生だけでなく、当時、立命館寮連合、同志社大学学生放送局、京都芸大サークルなど、多くの学生が西部講堂に出入りしていた。木村英輝、小松辰男もその中にいた。
1970年12月31日、「FUCK '70」と題したイベントが西部講堂で大音響とともに始まった。「なにが黄金の70年代や」、「紅白だけが大晦日か」との主張の下、大晦日の徹夜ロックフェスティバルが行われた。このイベントは京都の大晦日の恒例行事になっていった。このコンサートに出演できれば「翌年必ずマスコミに売れる」とまで言われた。実際にジョニー大倉、矢沢永吉（1972年末にキャロルとして）などが出演し、後にヒットした。
さらに、隔週土曜日のコンサート「MOJO WEST」が始まった。パンフレットには、「MOJO WESTとは自由を求める集団ですか。いいえわれわれは秩序を求めます。それは新しい秩序であり、新しい関係であり、自律であり、責任である。仕事であり、作業である」とあった。このMOJO WESTを機に、西部講堂と学外のグループ、個人との交流がさらに広がることになる。沢田研二のPYG、村八分、かまやつひろし、カルメン・マキなどが西部講堂に登場。イベントの前夜から、新宿のヒッピーが京都へ、西部講堂へとヒッチハイクで移動してきた。
1972年1月、府立体育館で行われた「MOJO」では、ザ・モップス、カルメン・マキ、頭脳警察ら、西部講堂出身のミュージシャンが街に繰り出した格好となった。同じ頃、京大経済学部助手の竹本信弘が朝霞自衛官殺害事件の容疑で全国指名手配になった。竹本関連でガサ入れになったスナックのいくつかからこの「MOJO」の前売券が見つかったことから、公安警察が会場の府立体育館を囲み、緊迫した雰囲気の中で行われた。
1972年8月16日は、京大農学部グラウンドから、如意ヶ嶽の大きな「大文字」が見える日であった。そのグラウンドで「三里塚空港粉砕」をスローガンにした「幻野祭（第2回目）」が行われた。三里塚の野火と京都の大文字の送り火を繋ぐというコンセプトで、ウエスト・ロード・ブルース・バンドや頭脳警察、豊田勇造らが出演した。
この京都の幻野祭に連動して、奇抜なペイントが西部講堂に出現した。炎天下に十数人の男たちが数日間かけて、西部講堂の大屋根をライトブルーに塗り上げた。青い空に純白の雲が浮かび、さらに赤いオリオン座の三ツ星が大屋根に光を放った。そもそもは、美大生によるシュールレアリズム風のデザインで、三ツ星を模様として選択したものに過ぎなかったが、日本共産党がこのペイントを見て「（テルアビブ空港乱射事件に参加した）日本赤軍の三人の兵士だと指摘」し、物議をかもすことになった。事件で逮捕された岡本公三が裁判において、「われわれ3人は、死んでオリオンの3つ星になろうと考えていた。（中略）革命戦争はこれからも続くし、いろんな星がふえると思う。しかし、死んだあと、同じ天上で輝くと思えば、これも幸福である」と陳述したことを指していると思われる。日本共産党の指摘に対し、西部講堂のメンバーらは逆に開き直って、「己の生きるシルシとして、3ツの赤い星を永遠の刻印として刻むことにした」と主張した。幻野祭の当日、乱射事件で死亡した奥平剛士と安田安之の追悼集会を西部構内で行い、西部講堂から農学部グラウンドまでをつなぐ一大ページェントとして幻野祭を実行した。
その後、西部講堂の大屋根は何度か塗り替えられたが、オリオンの三ツ星は現存する。ただし、色は赤色から黄色に変化している。
1975年、恒常的な運営組織（京大の公認学生団体）として西部講堂連絡協議会が発足した。名物の炊き出し、夏祭り、フリーマーケット、無公害食品の即売なども同じ頃に始まった。
1976年2月4日、高瀬・木村に内田裕也から紹介される形で、フランク・ザッパ率いるマザーズ・オブ・インベンションのステージが実現した。ザッパは西部講堂を見て「Oh, Beautiful!」と叫んだといわれる。その後、ザッパ言うところの「世界でもっともビューティフルでクレイジーな劇場」である西部講堂の存在が、彼の口コミで大物ミュージシャンらに伝わることになった。その縁でストラングラーズ、XTC、トーキング・ヘッズ、トム・ウェイツ、ポリスが西部講堂に来た。
しかし、1980年2月20日のポリス公演でウドー音楽事務所との運営上の事件が発生（後述）し、その後は大物タレントの公演は避けられるようになる。以降はインディーズ・バンドのギグが中心となっていった。
その中から、メジャーデビューを果たした代表が東京ロッカーズ（フリクション、リザード）やZELDA、ローザ・ルクセンブルグ（どんと）、ザ・スターリンなど。ザ・スターリンのステージでは、暴れる観客から防衛するため PA が箱で囲われ、「今日は、死人が出ても知りません」とMCが叫ぶ中、ボーカルの遠藤みちろうが爆竹を観客に投げつけるなどした。

## 昭和天皇崩御イベント
昭和天皇崩御の翌日である1989年1月8日の正午から3日間、菊タブーの沈黙を打ち破るイベント「CRY DAY EVENT」を決行。出演者は延べ200名前後。バンドは約40組。劇団は銀色昆虫館、のけ座、ハンマダン、遊劇体などで、新屋英子一人芝居、染色の斉藤洋らのパフォーマンス、映画上映などが行われた。講堂の周囲には丸太や長椅子、立て看板などによってバリケードが張り巡らされ、出入口を警備隊が固めるという厳戒態勢を施した上でのイベントだったが、右翼を含め暴力的な妨害は無かった。風の旅団による野外劇「我が哀しみのヤポネシア」では、巨大な日本の国旗を焼き放つラストシーンに観客から盛んな拍手が送られたという。

## ポリス事件と自主管理
事件の背景には、西部講堂は一般的な貸しホールとは違うという事情がある。西部講堂は、「自主管理、自主運営による表現の場が確保されることこそが、文化にとってあるべき姿」と考える団体・メンバーが、西部講堂連絡協議会（西連協）を構成。定例会議での、企画の検討・承認を経て、初めて会場として使用できる仕組みとなっている。
この仕組みによれば、ウドー音楽事務所などのプロモーターは直接使用できない。そこで、ポリスの公演では、プロモーターから公演の話を持ちかけられた西連協を構成するメンバーの一部が急遽、公演のためだけの任意団体を結成。企画の承認を得ることで形式を整え、開催にこぎつけた。
ところが、当日になると会場をプロモーターが仕切り、従来の西部講堂では考えられない会場運営（多数の警備員、カメラチェック、アルコールの持ち込み禁止）が散見された。さらに、キャパを超えるオールスタンディングの観客が詰め込まれ、危険な状態になっていた。この状態（自主管理の逸脱、商業主義と見まがう入場者数）を問題と感じた西連協のスタッフが、プロモーターに公演の中止を求めたのが、事件のあらすじである。
この事件の後、プロモーターとの関係が強かったメンバーは西連協を去ることになった。事件の顛末は、当時、西連協が発行していた会報「姦報」でオープンにされ、学内では、学生自治（自主管理）の原則的なありかたとして、好意的に受容された。これを機会に、西連協の運営が強化され、現在も続けられている。

## 所在地
- 京都府京都市左京区吉田泉殿町。
- 敷地はかつての旧制京都高等工芸学校（京都工芸繊維大学の前身校の一つ）の校地で、同校が松ヶ崎の校地（現・京都工繊大本部キャンパス）に移転したのち京都帝大の校地となった。